# Joseph Fobe
Joseph Théodore Louis Marie Corneille Fobe (Knesselare, 10 juni 1876 - De Haan, 10 juni 1955) was een Belgisch senator.

## Levensloop
Hij was een zoon van Jules Fobe (1846-1929), notaris in Knesselare, Drongen en Gent, en van Emilie Castelein (1848-1897). Hij trouwde in 1899 met Nelly Storme (1876-1944) en ze hadden 13 kinderen. Hij hertrouwde in 1946 met haar zus, Mary Storme (1878-1969), weduwe van Félix Boulez. 
Gepromoveerd tot doctor in de rechten, werd hij notaris benoemd op 17 maart 1905 in Gent en vestigde zich in de Hoogstraat. Hij werd voorzitter van de Federatie der notarissen van België (1936-1945), voorzitter van de Beheerraad van de nv Antwerps Depot- en Hypotheekkantoor, voorzitter van de Katholieke Kring van Gent en voorzitter van de Kerkfabriek van Mariakerke.
In 1939 werd hij verkozen tot katholiek senator voor het arrondissement Gent - Eeklo. Hij bleef dit mandaat vervullen tot in 1946.